# Tatyana Sidorenko
Tatyana Ivanovna Sidorenko (em russo:  Татьяна Ивановна Сидоренко; Moscou, 4 de julho de 1966) é uma ex-jogadora de voleibol da Rússia que competiu pela União Soviética nos Jogos Olímpicos de 1988 e pela Equipe Unificada nas Olimpíadas de 1992.
Em 1988, ela fez parte da equipe soviética que conquistou a medalha de ouro no torneio olímpico, no qual atuou em cinco partidas. Quatro anos depois, ela ganhou a medalha de prata com a equipe unificada no campeonato olímpico de 1992.